# Van Allen Range
Die Van Allen Range ist ein mehr als 22 km langer Gebirgszug in der antarktischen Ross Dependency. Sie liegt südlich des Skelton-Firnfelds zwischen der Boomerang Range und der Worcester Range. Zu ihr gehören der Escalade Peak, der Tate Peak und Mount Marvel.
Das Advisory Committee on Antarctic Names benannte ihn im Jahr 2000. Namensgeber ist der US-amerikanische Astrophysiker James Van Allen (1914–2006), der zu den Organisatoren für des Internationalen Geophysikalischen Jahres (1957–1958) gehörte.